# Данелиус, Герхард
Герхард Данелиусс (нем. Gerhard Danelius; 2 апреля 1913, Берлин — 18 мая 1978, там же) — немецкий политик, деятель немецкого рабочего движения.
С 1929 года — член компартии Германии. В 1933—45 активно участвовал в антифашистской борьбе. Он эмигрировал во Францию с приходом к власти нацистов, но уже в 1934 году вернулся в Германию. В 1946—1962 годах — член Социалистической единой партии Германии (СЕПГ). 
В 1948—1950 годах сначала работал первым секретарём районной организации СЕПГ в Темпельхофе (Западный Берлин), И затем райкома СЕПГ в Фридрихсхайне (Берлин).
В 1959 году  избран первым секретарём западноберлинской организации СЕПГ. После образования в 1962 году самостоятельной Социалистической единой партии Германии —  Западный Берлин стал первым секретарём её правления. В мае 1966 г.  избран председателем и членом секретариата правления СЕПГ—западный Берлин, в феврале 1969 г. стал председателем Социалистической единой партии Западного Берлина. С мая 1970 г. — председатель Социалистической единой партии Западного Берлина, член бюро и секретариата  правления партии.